# Йонсен, Фруде
Фру́де Йо́нсен (норв. Frode Johnsen; род. 17 марта 1974, Шиен) — норвежский футболист, нападающий, шестой бомбардир в истории Высшей лиги Норвегии (132 гола).

## Карьера

### В клубах
Фруде начинал играть в клубе Третьего дивизиона «Скотфосс» из одноимённого села, в котором он родился. С сезона 1993 года выступал за «Одд Гренланд», с которым за семь лет проделал путь от Второго дивизиона до Высшей лиги.
В середине сезона 2000 года Йонсен перешёл в «Русенборг» — клуб, выигравший к тому моменту восемь последних чемпионатов страны. Вплоть до сезона 2005 года, когда команда финишировала на седьмом месте, клуб продолжал оформлять чемпионства, а сам Йонсен дважды становился лучшим бомбардиром турнира (2001, 2004).
По ходу сезона 2006 года Йонсен перешёл в клуб Джей-лиги «Нагоя Грампус Эйт», с которым завоевал лишь третье место в чемпионате 2008 года. За три сезона в команде Фруде провёл 42 гола.
С чемпионата 2009 года Йонсен выступал за другую команду Джей-лиги — «Симидзу С-Палс», с которой не достиг высоких мест ни в одном из турниров кроме финала Кубка императора 2010/11.
В январе 2011 года вернулся в «Одд Гренланд». В чемпионате Норвегии 2013 года в третий раз стал лучшим бомбардиром лиги по итогам сезона, забив 16 мячей.
7 марта 2015 года принял участие в прощальном матче бывшего партнёра по «Нагое» Наоси Накамуры.
В сезоне 2015 года Йонсену мешала играть травма ахилла. Последний матч он провёл 2 июля против молдавского «Шерифа» в рамках первого квалификационного раунда Лиги Европы: на 11-й минуте он отметился голом, а на уже 18-й был заменён на Оливье Оксеана. 8 ноября 2015 года перед матчем заключительного тура чемпионата Норвегии между «Оддом» и «Лиллестрёмом» состоялись торжественные проводы Фруде из большого футбола, на стадионе ему была вручена почётная награда «Книксен» за вклад в норвежский футбол.

### В сборной
С 2000 года Фруде выступал за сборную Норвегии, с которой не смог пробиться ни на один официальный турнир. После переезда в Японию он прекратил выступления за национальную команду с показателем в 10 забитых мячей в 33 играх.
Осенью 2013 года Йонсен вновь стал получать вызовы в сборную. 11 октября в рамках отборочного турнира к чемпионату мира 2014 года он сыграл в матче со Словенией, а 15 октября — с Исландией, но голами не отметился. Матч с исландцами стал последним для него в составе сборной, приняв участие в нём в возрасте 39 лет, 6 месяцев и 28 дней, он стал самым возрастным игроком норвежской сборной в истории.

## Достижения

### Командные
Как игрока «Одд Гренланд»:
- Второй дивизион Норвегии:
  - Победитель: 1994 (выход в Первый дивизион)
- Первый дивизион Норвегии:
  - Победитель: 1998 (выход в Высшую лигу)
- Кубок Норвегии:
  - Финалист: 2014

Как игрока «Русенборга»:
- Чемпионат Норвегии:
  - Чемпион: 2000, 2001, 2002, 2003, 2004
- Кубок Норвегии:
  - Победитель: 2003

Как игрока «Нагои Грампус»:
- Джей-лига:
  - Третье место: 2008

Как игрока «Симидзу С-Палс»:
- Кубок Японии:
  - Финалист: 2010/11

### Личные
- Почётная награда «Книксен»: 2015

Как игрока «Русенборга»:
- Чемпионат Норвегии:
  - Лучший бомбардир: 2001, 2004, 2013

#### Матчи за Йонсена за сборную Норвегии
| №  | Дата             | Оппонент             | Счёт | Голы Йонсена | Соревнование                 |
| -- | ---------------- | -------------------- | ---- | ------------ | ---------------------------- |
| 1  | 16 августа 2000  | Финляндия            | 1:3  | —            | Северный чемпионат 2000—2001 |
| 2  | 24 января 2001   | Республика Корея     | 3:2  | 2            | Кубок Карлсберга             |
| 3  | 28 февраля 2001  | Северная Ирландия    | 4:0  | —            | Товарищеский матч            |
| 4  | 6 июня 2001      | Беларусь             | 1:1  | —            | Отборочные матчи ЧМ-2002     |
| 5  | 5 сентября 2001  | Уэльс                | 3:2  | 1            | Отборочные матчи ЧМ-2002     |
| 6  | 6 октября 2001   | Армения              | 4:1  | —            | Отборочные матчи ЧМ-2002     |
| 7  | 21 августа 2002  | Нидерланды           | 0:1  | —            | Товарищеский матч            |
| 8  | 12 февраля 2003  | Греция               | 0:1  | —            | Товарищеский матч            |
| 9  | 30 апреля 2003   | Ирландия             | 0:1  | —            | Товарищеский матч            |
| 10 | 22 мая 2003      | Финляндия            | 2:0  | —            | Товарищеский матч            |
| 11 | 11 июня 2003     | Румыния              | 1:1  | —            | Отборочные матчи ЧЕ-2004     |
| 12 | 20 августа 2003  | Шотландия            | 0:0  | —            | Товарищеский матч            |
| 13 | 10 сентября 2003 | Португалия           | 0:1  | —            | Товарищеский матч            |
| 14 | 11 октября 2003  | Люксембург           | 1:0  | —            | Отборочные матчи ЧЕ-2004     |
| 15 | 15 ноября 2003   | Испания              | 1:2  | —            | Отборочные матчи ЧЕ-2004     |
| 16 | 19 ноября 2003   | Испания              | 0:3  | —            | Отборочные матчи ЧЕ-2004     |
| 17 | 22 января 2004   | Швеция               | 3:0  | 1            | Кубок Карлсберга             |
| 18 | 25 января 2004   | Гондурас             | 3:1  | 1            | Кубок Карлсберга             |
| 19 | 31 марта 2004    | Сербия и Черногория  | 1:0  | —            | Товарищеский матч            |
| 20 | 28 апреля 2004   | Россия               | 3:2  | —            | Товарищеский матч            |
| 21 | 18 августа 2004  | Бельгия              | 2:2  | —            | Товарищеский матч            |
| 22 | 4 сентября 2004  | Италия               | 1:2  | —            | Отборочные матчи ЧМ-2006     |
| 23 | 8 сентября 2004  | Беларусь             | 1:1  | —            | Отборочные матчи ЧМ-2006     |
| 24 | 9 октября 2004   | Шотландия            | 1:0  | —            | Отборочные матчи ЧМ-2006     |
| 25 | 13 октября 2004  | Словения             | 3:0  | —            | Отборочные матчи ЧМ-2006     |
| 26 | 20 апреля 2005   | Эстония              | 2:1  | 1            | Товарищеский матч            |
| 27 | 24 мая 2005      | Коста-Рика           | 1:0  | 1            | Товарищеский матч            |
| 28 | 4 июня 2005      | Италия               | 0:0  | —            | Отборочные матчи ЧМ-2006     |
| 29 | 8 июня 2005      | Швеция               | 3:2  | —            | Товарищеский матч            |
| 30 | 24 мая 2006      | Парагвай             | 2:2  | 2            | Товарищеский матч            |
| 31 | 1 июня 2006      | Республика Корея     | 0:0  | —            | Кубок Карлсберга             |
| 32 | 6 сентября 2006  | Молдова              | 2:0  | —            | Отборочные матчи ЧЕ-2008     |
| 33 | 24 марта 2007    | Босния и Герцеговина | 1:2  | —            | Отборочные матчи ЧЕ-2008     |
| 34 | 11 октября 2013  | Словения             | 0:3  | —            | Отборочные матчи ЧМ-2014     |
| 35 | 15 октября 2013  | Исландия             | 1:1  | —            | Отборочные матчи ЧМ-2014     |

Итого: 35 матчей / 10 голов; 16 побед, 9 ничьих, 10 поражений.